# Championnats du monde d'athlétisme en salle 1991, résultats détaillés
Résultats détaillés des Championnats du monde d'athlétisme en salle 1991 de Séville.

## Épreuves au programme
| Courses : 60 m - 200 m - 400 m - 800 m - 1 500 m - 3 000 m Obstacles : 60 m haies Relais : Relais 4 × 400 m Marche : 5 000/3 000 m Sauts : Hauteur - Longueur - Triple saut - Perche Lancers : - Poids Légende |

## Résultats

### 60 m
| Rang | Pays             | Athlète          | Temps  |
| ---- | ---------------- | ---------------- | ------ |
| 1    | États-Unis       | Andre Cason      | 6 s 54 |
| 2    | Royaume-Uni      | Linford Christie | 6 s 55 |
| 3    | Nigeria          | Chidi Imoh       | 6 s 60 |
| 4    | Canada           | Ben Johnson      | 6 s 61 |
| 5    | Cuba             | Andres Simon     | 6 s 61 |
| 6    | Cuba             | Joel Isasi       | 6 s 64 |
| 7    | Union soviétique | Vitaliy Savin    | 6 s 66 |
| 8    | Canada           | Bruny Surin      | 6 s 66 |

| Rang | Pays             | Athlète         | Temps  |
| ---- | ---------------- | --------------- | ------ |
| 1    | Union soviétique | Irina Sergeyeva | 7 s 02 |
| 2    | Jamaïque         | Merlene Ottey   | 7 s 08 |
| 3    | Cuba             | Liliana Allen   | 7 s 12 |
| 4    | États-Unis       | Gwen Torrence   | 7 s 13 |
| 5    | Bahamas          | Pauline Davis   | 7 s 16 |
| 6    | Allemagne        | Katrin Krabbe   | 7 s 20 |
| 7    | États-Unis       | Michelle Finn   | 7 s 23 |
| 8    | Finlande         | Sisko Hanhijoki | 7 s 25 |

### 200 m
| Rang | Pays             | Athlète          | Temps   |
| ---- | ---------------- | ---------------- | ------- |
| 1    | Bulgarie         | Nikolay Antonov  | 20 s 67 |
| 2    | Royaume-Uni      | Linford Christie | 20 s 72 |
| 3    | Royaume-Uni      | Adeoye Mafe      | 20 s 92 |
| 4    | États-Unis       | Thomas Jefferson | 21 s 11 |
| 5    | Espagne          | Miguel Gomez     | 21 s 29 |
| 6    | Union soviétique | Andrey Fedoriv   | 21 s 65 |

| Rang | Pays             | Athlète           | Temps        |
| ---- | ---------------- | ----------------- | ------------ |
| 1    | Jamaïque         | Merlene Ottey     | 22 s 24 (RM) |
| 2    | Union soviétique | Irina Sergeyeva   | 22 s 41      |
| 3    | Allemagne        | Grit Breuer       | 22 s 58      |
| 4    | Allemagne        | Andrea Thomas     | 22 s 94      |
| 5    | Union soviétique | Galina Malchugina | 23 s 20      |
| 6    | Finlande         | Sisko Hanhijoki   | 24 s 10      |

### 400 m
| Rang | Pays              | Athlète         | Temps   |
| ---- | ----------------- | --------------- | ------- |
| 1    | Jamaïque          | Devon Morris    | 46 s 17 |
| 2    | Kenya             | Samson Kitur    | 46 s 21 |
| 3    | Espagne           | Cayetano Cornet | 46 s 52 |
| 4    | États-Unis        | Charles Jenkins | 47 s 18 |
| 5    | Jamaïque          | Howard Burnett  | 47 s 84 |
| 6    | Trinité-et-Tobago | Alvin Daniel    | 92 s 39 |

| Rang | Pays             | Athlète             | Temps   |
| ---- | ---------------- | ------------------- | ------- |
| 1    | États-Unis       | Diane Dixon         | 50 s 64 |
| 2    | Espagne          | Sandra Myers        | 50 s 99 |
| 3    | Suisse           | Anita Protti        | 51 s 41 |
| 4    | Union soviétique | Aelita Yurchenko    | 51 s 59 |
| 5    | États-Unis       | Jearl Miles         | 52 s 00 |
| 6    | Union soviétique | Ludmilla Dshigalova | 52 s 19 |

### 800 m
| Rang | Pays       | Athlète         | Temps         |
| ---- | ---------- | --------------- | ------------- |
| 1    | Kenya      | Paul Ereng      | 1 min 47 s 08 |
| 2    | Espagne    | Tomas de Teresa | 1 min 47 s 82 |
| 3    | Canada     | Simon Hoogewerf | 1 min 47 s 88 |
| 4    | États-Unis | Stanley Redwine | 1 min 47 s 98 |
| 5    | Allemagne  | Joachim Dehmel  | 1 min 50 s 58 |
| 6    | Kenya      | William Tanui   | disq.         |

| Rang | Pays             | Athlète           | Temps         |
| ---- | ---------------- | ----------------- | ------------- |
| 1    | Allemagne        | Christine Wachtel | 2 min 01 s 51 |
| 2    | Roumanie         | Violeta Beclea    | 2 min 01 s 75 |
| 3    | Roumanie         | Ella Kovacs       | 2 min 01 s 79 |
| 4    | Union soviétique | Lyubov Gurina     | 2 min 02 s 04 |
| 5    | Canada           | Charmaine Crooks  | 2 min 02 s 27 |
| 6    | États-Unis       | Meredith Rainey   | 2 min 04 s 82 |

### 1 500 m
| Rang | Pays       | Athlète            | Temps         |
| ---- | ---------- | ------------------ | ------------- |
| 1    | Algérie    | Noureddine Morceli | 3 min 41 s 57 |
| 2    | Espagne    | Fermin Cacho       | 3 min 42 s 68 |
| 3    | Portugal   | Mário Silva        | 3 min 43 s 85 |
| 4    | Irlande    | Marcus O'Sullivan  | 3 min 44 s 79 |
| 5    | Pays-Bas   | Han Kulker         | 3 min 45 s 93 |
| 6    | États-Unis | Jeff Atkinson      | 3 min 46 s 25 |
| 7    | Allemagne  | Michael Busch      | 3 min 46 s 72 |
| 8    | Maroc      | Abdelaziz Sahere   | 3 min 47 s 04 |

| Rang | Pays             | Athlète             | Temps         |
| ---- | ---------------- | ------------------- | ------------- |
| 1    | Union soviétique | Lyudmila Rogachova  | 4 min 05 s 09 |
| 2    | Tchécoslovaquie  | Ivana Kubesova      | 4 min 06 s 22 |
| 3    | Roumanie         | Tudorita Chidu      | 4 min 06 s 27 |
| 4    | Roumanie         | Doina Melinte       | 4 min 06 s 65 |
| 5    | Pays-Bas         | Yvonne van der Kolk | 4 min 06 s 86 |
| 6    | Allemagne        | Yvonne Mai          | 4 min 07 s 30 |
| 7    | États-Unis       | Alisa Hill          | 4 min 08 s 54 |
| 8    | États-Unis       | Gina Procaccio      | 4 min 19 s 51 |

### 3 000 m
| Rang | Pays        | Athlète             | Temps         |
| ---- | ----------- | ------------------- | ------------- |
| 1    | Irlande     | Frank O'Mara        | 7 min 41 s 14 |
| 2    | Maroc       | Hammou Boutayeb     | 7 min 43 s 64 |
| 3    | Royaume-Uni | Rob Denmark         | 7 min 43 s 90 |
| 4    | Danemark    | Mogens Guldberg     | 7 min 44 s 76 |
| 5    | États-Unis  | John Scherer        | 7 min 45 s 12 |
| 6    | France      | Pascal Thiébaut     | 7 min 47 s 51 |
| 7    | Espagne     | José Luis Gonzalez  | 7 min 48 s 44 |
| 8    | Rwanda      | Mathias Ntawulikura | 7 min 48 s 92 |

| Rang | Pays             | Athlète            | Temps         |
| ---- | ---------------- | ------------------ | ------------- |
| 1    | France           | Marie-Pierre Duros | 8 min 50 s 69 |
| 2    | Roumanie         | Margareta Keszeg   | 8 min 51 s 51 |
| 3    | Union soviétique | Lyubov Kremlyova   | 8 min 51 s 90 |
| 4    | Portugal         | Albertina Dias     | 8 min 55 s 45 |
| 5    | Finlande         | Carita Sunell      | 8 min 56 s 11 |
| 6    | France           | Rosario Murcia     | 8 min 56 s 20 |
| 7    | Royaume-Uni      | Sonia McGeorge     | 8 min 56 s 67 |
| 8    | États-Unis       | Elaine van Blunk   | 8 min 58 s 23 |

### 60 m haies
| Rang | Pays             | Athlète          | Temps  |
| ---- | ---------------- | ---------------- | ------ |
| 1    | États-Unis       | Gregory Foster   | 7 s 45 |
| 2    | Canada           | Mark McKoy       | 7 s 47 |
| 3    | Union soviétique | Igor Kasanov     | 7 s 49 |
| 4    | Cuba             | Emilio Valle     | 7 s 60 |
| 5    | Union soviétique | Sergey Ussov     | 7 s 66 |
| 6    | France           | Philippe Tourret | 7 s 66 |
| 7    | Roumanie         | Gheorghe Boroi   | 7 s 67 |
| 8    | États-Unis       | Jack Pierce      | 7 s 68 |

| Rang | Pays             | Athlète              | Temps  |
| ---- | ---------------- | -------------------- | ------ |
| 1    | Union soviétique | Ludmila Narozhilenko | 7 s 88 |
| 2    | France           | Monique Ewanje-Epee  | 7 s 90 |
| 3    | Cuba             | Aliuska Lopez        | 8 s 03 |
| 4    | Union soviétique | Lidiya Yurkova       | 8 s 03 |
| 5    | France           | Anne Piquereau       | 8 s 04 |
| 6    | Roumanie         | Mihaela Pogacean     | 8 s 04 |
| 7    | États-Unis       | Kim McKenzie         | 8 s 05 |
| 8    | Cuba             | Odalys Adams         | 8 s 11 |

### Relais 4 × 400 m
| Rang | Pays             | Athlètes                                                 | Temps              |
| ---- | ---------------- | -------------------------------------------------------- | ------------------ |
| 1    | Allemagne        | Rico Lieder Jens Carlowitz Karsten Just Thomas Schönlebe | 3 min 03 s 05 (RM) |
| 2    | États-Unis       | Raymond Pierre Chip Jenkins Andrew Valmon Antonio McKay  | 3 min 03 s 24      |
| 3    | Italie           | Marco Vaccari Vito Petrella Alessandro Aimar Andrea Nuti | 3 min 05 s 51      |
| 4    | Australie        |                                                          | 3 min 08 s 49      |
| 5    | Union soviétique |                                                          | 3 min 09 s 20      |
| 6    | Jamaïque         |                                                          | 3 min 10 s 33      |

| Rang | Pays             | Athlètes                                                                   | Temps              |
| ---- | ---------------- | -------------------------------------------------------------------------- | ------------------ |
| 1    | Allemagne        | Sandra Seuser Katrin Schreiter Annett Hesselbarth Grit Breuer              | 3 min 27 s 22 (RM) |
| 2    | Union soviétique | Marina Shmonina Lyudmila Dzhigalova Margarita Ponomaryova Aelita Yurchenko | 3 min 27 s 95      |
| 3    | États-Unis       | Terri Dendy Lillie Leatherwood Jearl Miles Diane Dixon                     | 3 min 29 s 00      |
| 4    | Espagne          |                                                                            | 3 min 31 s 86      |
| 5    | France           |                                                                            | 3 min 34 s 05      |

### Marche
| Rang | Pays             | Athlète                | Temps               |
| ---- | ---------------- | ---------------------- | ------------------- |
| 1    | Union soviétique | Mikhail Shchennikov    | 18 min 23 s 55 (RM) |
| 2    | Italie           | Giovanni de Benedictis | 18 min 23 s 60      |
| 3    | Union soviétique | Franz Kostyukevich     | 18 min 47 s 05      |
| 4    | Espagne          | Miguel Prieto          | 18 min 53 s 83      |
| 5    | Espagne          | Valentin Massana       | 19 min 08 s 79      |
| 6    | Hongrie          | Sandor Urbanik         | 19 min 11 s 85      |
| 7    | Allemagne        | Bernd Gummelt          | 19 min 21 s 97      |
| 8    | Irlande          | Jimmy McDonald         | 19 min 24 s 91      |

| Rang | Pays             | Athlète           | Temps               |
| ---- | ---------------- | ----------------- | ------------------- |
| 1    | Allemagne        | Beate Anders      | 11 min 50 s 90 (RM) |
| 2    | Australie        | Kerry Saxby       | 12 min 03 s 21      |
| 3    | Italie           | Ileana Salvador   | 12 min 07 s 67      |
| 4    | Union soviétique | Olga Kardopolzeva | 12 min 07 s 70      |
| 5    | Union soviétique | Yelena Nikolayeva | 12 min 09 s 60      |
| 6    | Espagne          | Emilia Cano       | 12 min 40 s 87      |
| 7    | Espagne          | Olga Sanchez      | 12 min 54 s 40      |
| 8    | Tchécoslovaquie  | Zuzana Zemkova    | 12 min 59 s 85      |

### Saut en longueur
| Rang | Pays             | Athlète                | Longueur |
| ---- | ---------------- | ---------------------- | -------- |
| 1    | Allemagne        | Dietmar Haaf           | 8,15 m   |
| 2    | Cuba             | Jaime Jefferson        | 8,04 m   |
| 3    | Italie           | Giovanni Evangelisti   | 7,93 m   |
| 4    | Grèce            | Konstadínos Koukodímos | 7,92 m   |
| 5    | Roumanie         | Bogdan Tudor           | 7,88 m   |
| 6    | Tchécoslovaquie  | Robert Zmelik          | 7,83 m   |
| 7    | Union soviétique | Dmitriy Bagryanov      | 7,82 m   |
| 8    | Allemagne        | André Müller           | 7,75 m   |

| Rang | Pays             | Athlète            | Longueur |
| ---- | ---------------- | ------------------ | -------- |
| 1    | Union soviétique | Larisa Berezhnaya  | 6,84 m   |
| 2    | Allemagne        | Heike Drechsler    | 6,82 m   |
| 3    | Roumanie         | Marieta Ilcu       | 6,74 m   |
| 4    | Union soviétique | Inessa Kravets     | 6,71 m   |
| 5    | Cuba             | Niurka Montalvo    | 6,68 m   |
| 6    | Australie        | Nicole Staines     | 6,66 m   |
| 7    | Italie           | Valentina Uccheddu | 6,58 m   |
| 8    | États-Unis       | Carol Lewis        | 6,55 m   |

### Saut en hauteur
| Rang | Pays             | Athlète          | Hauteur |
| ---- | ---------------- | ---------------- | ------- |
| 1    | États-Unis       | Hollis Conway    | 2,40 m  |
| 2    | Pologne          | Artur Partyka    | 2,37 m  |
| 3    | Cuba             | Javier Sotomayor | 2,31 m  |
| 3    | Union soviétique | Aleksey Yemelin  | 2,31 m  |
| 5    | Yougoslavie      | Stevan Zoric     | 2,31 m  |
| 6    | États-Unis       | Charles Austin   | 2,31 m  |
| 6    | Roumanie         | Sorin Matei      | 2,31 m  |
| 8    | Australie        | Timothy Forsyth  | 2,28 m  |

| Rang | Pays             | Athlète          | Hauteur |
| ---- | ---------------- | ---------------- | ------- |
| 1    | Allemagne        | Heike Henkel     | 2,00 m  |
| 2    | Union soviétique | Tamara Bykova    | 1,97 m  |
| 3    | Allemagne        | Heike Balck      | 1,94 m  |
| 4    | États-Unis       | Yolanda Henry    | 1,91 m  |
| 5    | Royaume-Uni      | Deborah Marti    | 1,91 m  |
| 6    | Union soviétique | Yelena Rodina    | 1,88 m  |
| 6    | Pologne          | Donata Jancewicz | 1,88 m  |
| 8    | Bulgarie         | Svetlana Lesseva | 1,88 m  |
| 8    | Brésil           | Orlane Lima      | 1,88 m  |

### Triple saut
| Rang | Pays             | Athlète          | Longueur |
| ---- | ---------------- | ---------------- | -------- |
| 1    | Union soviétique | Ihar Lapchyne    | 17,31 m  |
| 2    | Union soviétique | Leonid Voloshin  | 17,04 m  |
| 3    | Suède            | Tord Henriksson  | 16,80 m  |
| 4    | Chine            | Zou Sixin        | 16,78 m  |
| 5    | Allemagne        | Volker Mai       | 16,74 m  |
| 6    | Chine            | Chen Yanping     | 16,70 m  |
| 7    | Italie           | Dario Badinelli  | 16,62 m  |
| 8    | Bahamas          | Frank Rutherford | 16,61 m  |

| Rang | Pays             | Athlète           | Longueur     |
| ---- | ---------------- | ----------------- | ------------ |
| 1    | Union soviétique | Inessa Kravets    | 14,44 m (RC) |
| 2    | Chine            | Li Huirong        | 13,98 m      |
| 3    | Bulgarie         | Sofiya Bozhanova  | 13,62 m      |
| 4    | Yougoslavie      | Tamara Malesev    | 13,35 m      |
| 5    | Portugal         | Ana Oliveira      | 13,22 m      |
| 6    | Roumanie         | Octavia Iacob     | 13,08 m      |
| 7    | Chine            | Li Jing           | 13,06 m      |
| 8    | Jamaïque         | Diane Sommerville | 12,89 m      |

### Saut à la perche
| Rang | Pays             | Athlète           | Hauteur |
| ---- | ---------------- | ----------------- | ------- |
| 1    | Union soviétique | Sergueï Bubka     | 6,00 m  |
| 2    | Union soviétique | Viktor Ryzhenkov  | 5,80 m  |
| 3    | France           | Ferenc Salbert    | 5,70 m  |
| 4    | États-Unis       | Kory Tarpenning   | 5,70 m  |
| 5    | Autriche         | Hermann Fehringer | 5,70 m  |
| 6    | Suède            | Peter Widen       | 5,60 m  |
| 7    | Espagne          | Javier Garcia     | 5,60 m  |
| 8    | Allemagne        | Bernhard Zintl    | 5,50 m  |

### Lancer du poids
| Rang | Pays       | Athlète                | Distance |
| ---- | ---------- | ---------------------- | -------- |
| 1    | Suisse     | Werner Günthör         | 21,17 m  |
| 2    | Autriche   | Klaus Bodenmüller      | 20,42 m  |
| 3    | États-Unis | Ron Backes             | 20,06 m  |
| 4    | Islande    | Petur Gudmundsson (en) | 19,81 m  |
| 5    | Norvège    | Lars Arvid Nilsen      | 19,69 m  |
| 6    | Chili      | Gert Weil              | 19,56 m  |
| 7    | Allemagne  | Oliver-Sven Buder      | 19,41 m  |
| 8    | États-Unis | Art McDermott          | 19,03 m  |

| Rang | Pays             | Athlète             | Distance |
| ---- | ---------------- | ------------------- | -------- |
| 1    | Chine            | Sui Xinmei          | 20,54 m  |
| 2    | Chine            | Huang Zhihong       | 20,33 m  |
| 3    | Union soviétique | Natalya Lisovskaya  | 20,00 m  |
| 4    | Allemagne        | Stephanie Storp     | 19,43 m  |
| 5    | Cuba             | Belsis Laza         | 18,91 m  |
| 6    | Allemagne        | Kathrin Neimke      | 18,77 m  |
| 7    | États-Unis       | Connie Price-Smith  | 18,59 m  |
| 8    | Union soviétique | Svetlana Krivelyova | 18,58 m  |

## Légende
- RE : Record d'Europe
- RC : Record des Championnats
- RN : Record national
- disq. : disqualification
- ab. : abandon